# Holocranaus albimarginis
Holocranaus albimarginis is een hooiwagen uit de familie Cranaidae.